# Militärordinariat von Großbritannien
Das Militärordinariat von Großbritannien (engl.: Military Ordinariate of Great Britain) ist ein Militärordinariat der Römisch-katholischen Kirche im Vereinigten Königreich mit Sitz in Aldershot; es ist zuständig für die Streitkräfte des Vereinigten Königreichs.

## Geschichte
Das Militärordinariat in Großbritannien betreut seelsorgerisch die Angehörigen katholischer Konfessionszugehörigkeit der Streitkräfte des Landes. Es wurde durch Papst Pius XII. am 21. November 1953 errichtet. Nach gegenseitigem Beschluss zwischen dem Heiligen Stuhl und des Vereinigten Königreichs befindet sich der Sitz des Militärordinariats in Farnborough in der Grafschaft Hampshire (Südengland). Bereits seit 1917 bestand ein Apostolisches Vikariat (Militärvikariat) dessen erster Apostolischer Vikar William Keatinge, Titularbischof von Metellopolis war.

## Militärbischöfe
| Nr. | Name                         | Amt                                        | von              | bis              |
| --- | ---------------------------- | ------------------------------------------ | ---------------- | ---------------- |
| 1   | William Keatinge             | Titularbischof von Metellopolis            | 30. Oktober 1917 | 21. Februar 1934 |
| 2   | James Dey                    | Titularbischof von Sebastopolis in Armenia | 13. April 1935   | 8. Mai 1946      |
| 3   | David Mathew                 | Titularerzbischof von Apamea in Bithynia   | 16. April 1954   | 23. März 1963    |
| 4   | Gerard William Tickle        | Titularbischof von Bela                    | 12. Oktober 1963 | 24. April 1978   |
| 5   | Francis Walmsley             | Titularbischof von Tamalluma               | 8. Januar 1979   | 24. Mai 2002     |
| 6   | Thomas Matthew Burns SM      |                                            | 24. Mai 2002     | 16. Oktober 2008 |
| 7   | Charles Phillip Richard Moth | Titularerzbischof von Apamea in Bithynia   | 25. Juli 2009    | 21. März 2015    |
| 8   | Paul Mason                   |                                            | 9. Juli 2018     |                  |